# Telciu
Telciu là một xã thuộc hạt Bistrița-Năsăud, România. Dân số thời điểm năm 2002 là 5390 người.